# Li Rui (mathématicien)
Ne pas confondre avec Li Rui (1917-2019), homme politique chinois.
Pour les articles homonymes, voir Li.
Dans ce nom, le nom de famille, Li, précède le nom personnel.
Li Rui (chinois : 李锐 ; pinyin : Lǐ Ruì; 8 décembre 1768 Suzhou – 30 juin 1817 Suzhou) est un mathématicien chinois. Li a découvert indépendamment une version équivalente de ce qui est connu aujourd'hui comme la règle de signes de Descartes.